# 弗雷德·马丁
弗雷德·马丁（英語：Fred Martin，1929年5月13日—2013年8月20日），英国男子足球运动员，司职守门员。他曾代表苏格兰代表队参加1954年国际足联世界杯，结果队伍止步小组赛阶段。